# Jalil

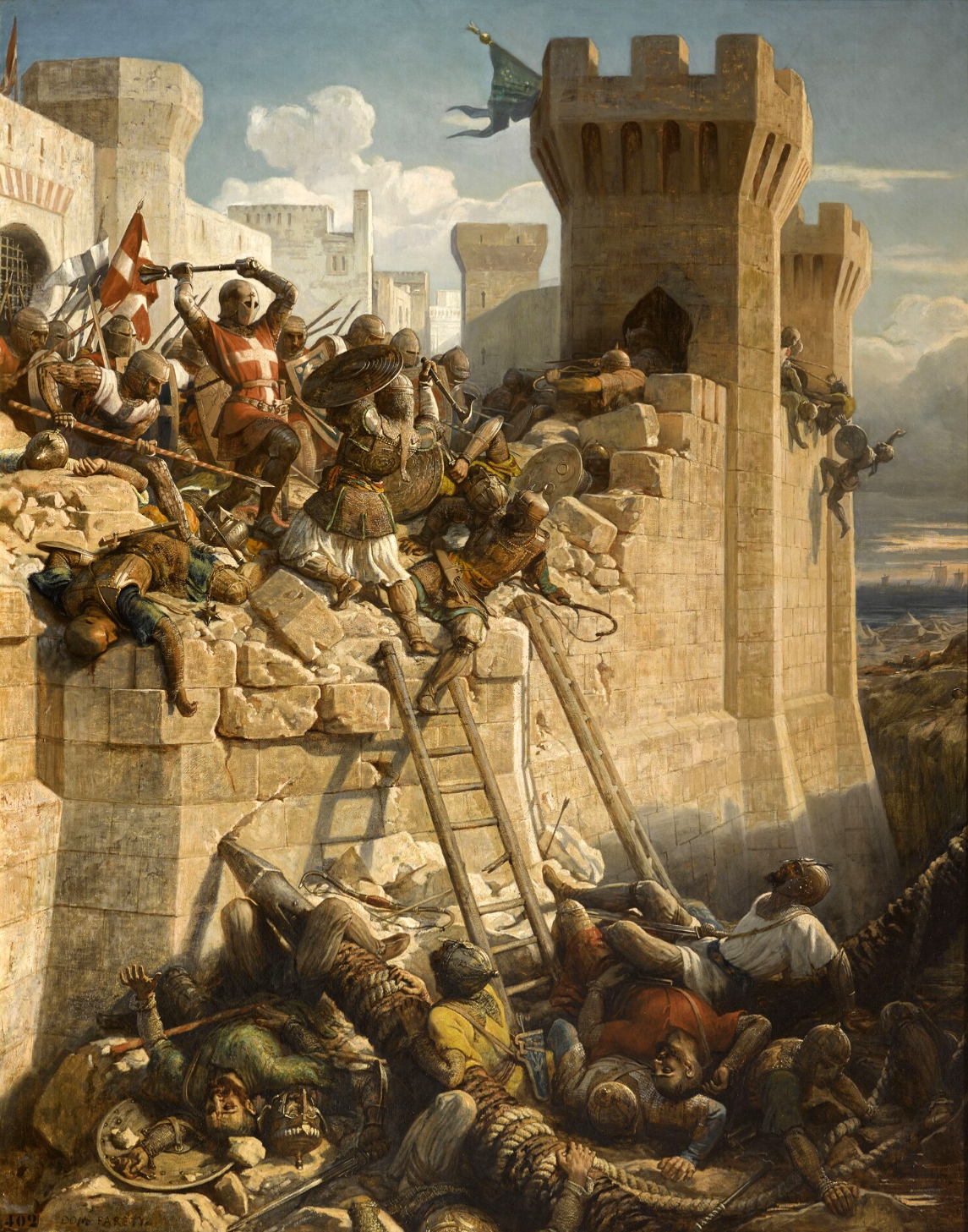
Sitio de San Juan de Acre en 1291, pintura histórica de Dominique Papety, exhibido en las salles des Croisades del Palacio de Versalles. Jalil conquistó la capital del Reino de Jerusalén y las últimas plazas cruzadas en el Levante en 1291.

Jalil (en árabe: جليل‎), de nombre completo Al-Ashraf Salâh ad-Dîn Jalîl ben Qala'ûn (1263-14 de diciembre de 1293) fue un sultán mameluco de la dinastía bahrí (también llamada bahrita o bahríe), que gobernó el sultanato mameluco de Egipto desde 1290 hasta su asesinato en 1293. Era hijo de Qalawun, que le designó cosultán a la muerte de su hermano mayor Ali en 1288, a pesar de no tener confianza en él. Durante su reinado, los francos fueron expulsados definitivamente del Levante mediterráneo, con lo cual de los Estados cruzados solo sobrevivió al sultán el Reino de Chipre. También emprendió campañas contra los armenios de Cilicia y las minorías musulmanas de la cordillera del Líbano.
Sin embargo, las destituciones y asesinatos ordenados durante el reinado de Jalil inquietaron a algunos emires, entre ellos al virrey de Egipto Baydara al-Mansuri, quien junto a otros inconformes con su reinado aprovecharon una cacería el 14 de diciembre de 1293 para asesinarlo. Pese a las ambiciones de los conjurados, que deseaban apoderarse del trono, a Jalil le sucedió su joven hermano An-Nassir Muhammad.

## Infancia y reinado de su padre
Nacido en 1263, Jalil era el segundo hijo del sultán mameluco Qalawun, perteneciente a la dinastía bahrí, y su madre se llamaba Qutqutiya. Tuvo dos hermanas, Dar Mukhtar al-Jawhari y Dar ‘Anbar al-Kamili, y tres hermanos, Ali, An-Nassir y Ahmad. En 1284 Jalil se casó con Ardukin, la hija de un emir mongol, y tuvo dos hijas, aunque se desconocen sus nombres.
Qalawun quiso que el trono mameluco fuera transmisible a sus descendientes y proclamó a su primogénito, Ali, su heredero a principios de 1280. Desde ese momento, Ali participó en las tareas de gobierno junto a su padre durante gran parte del reinado de este; su nombre se incluía en los tratados —en los cuales firmaba como al-Malik al-Salih— que hacia Qalawun. En el acuerdo entre el sultanato mameluco y el Reino armenio de Cilicia de 1285, se mencionó por primera vez el nombre de Jalil, donde es nombrado como al-Malik al-Ashraf. El príncipe Jalil llegó a tener fricciones con importantes emires del sultanato; uno de estos era el virrey de Egipto (na'ib as-saltana), Husam al-Din Turuntay al-Mansuri. En 1288, Ali enfermó y falleció poco después. Según el historiador Al-Maqrizi, se rumoreó que Jalil envenenó a su hermano para poder ser el sucesor de su padre.
Luego de la muerte de Ali, Qalawun designó cosultán a Jalil, a pesar de no tener confianza en él. Aunque su nombre se leía junto con el de su padre en el jutba (sermón de oración del viernes) y los emires le juraron lealtad, el sultán no firmó el documento de investidura (ʿahd) que lo confirmaba como heredero. El motivo de esta indecisión no es clara, pero pudo haber considerado a su hijo inadecuado para gobernar o porque era consciente de la enemistad entre este y Turuntay, quien había sido un gran partidario del difunto Ali.
En 1289 Qalawun conquistó el Condado de Trípoli y marchó contra la ciudad de Acre, una de las últimas posesiones de los cruzados del Reino de Jerusalén. Cuando apenas había partido de Egipto al frente del ejército, murió en noviembre de 1290 y Jalil le sucedió. Contaba por entonces con veintisiete años y era conocido por su habilidad en las artes militares (era buen jinete y arquero); a diferencia de su padre, hablaba árabe con soltura y escribía con primor.

## Reinado

Conquistas y campañas de Jalil como sultán de Egipto (1290-1293). Las aspas con fecha indican plazas conquistadas y la fecha correspondiente:
Sultanato mameluco
Territorios cruzados (Reino de Chipre)

### Consolidación del poder y nombramientos
Muerto Qalawun, Jalil asumió el poder el 12 de noviembre de 1290. Retrasó el entierro de su padre durante dos meses, ya fuera como medida de precaución para garantizar una tranquila sucesión o para esperar hasta que se completara el mausoleo de su predecesor. Con su llegada al poder, Jalil fusionó a los aproximadamente seis mil mamelucos mansuríes de su padre con sus ashrafíes, compuestos por mil doscientos mamelucos de origen circasiano en su mayoría.
En la procesión real que siguió al ascenso al trono, Turuntay intentó asesinar a Jalil sin éxito. El perpetrador fue capturado y encerrado en la Ciudadela de El Cairo, donde después de ser severamente torturado durante tres días, fue ejecutado y sus grandes propiedades confiscadas. El nuevo sultán se apoyó en uno de los más poderosos emires de su padre, Baydara al-Mansuri, un hombre «culto y rico» que había desempeñado importantes cargos administrativos, contaba con extensas tierras y gran influencia en el Alto Egipto y que de inmediato ocupó el cargo de virrey de Egipto. En noviembre de 1290, el sultán trajo del exilio a su antiguo gestor personal, Shams al-Din ibn Salus, a quien Turuntay había desterrado a la región del Hiyaz; Ibn Salus, árabe palestino de familia de mercaderes, devino la figura más influyente de la corte del sultán y fue nombrado visir. En 1291, Jalil destituyó también al virrey de Damasco y lo reemplazó por otro emir de su confianza.
Jalil mantuvo a los emires de su padre en sus cargos y no favoreció en exceso a sus compañeros de carrera, aunque, como en otros reinados de los sultanes mamelucos, hubo casos de destituciones y de confiscación de bienes de algunos emires. Si bien algunas de estas destituciones se debieron a diferencias políticas, en otras parece que la conveniencia de adueñarse de grandes riquezas, propiedades de los caídos en desgracia, fueron los motivos principales que movieron al sultán.

### Conquista de Acre

La ciudad de San Juan de Acre en 1291.

Jalil prosiguió la ofensiva contra Acre que había preparado su padre, aunque tuvo que posponer a 1291 la campaña contra la capital franca debido al fallecimiento de su progenitor y la llegada del invierno. También rechazó tratar con la embajada enviada por el enemigo, encabezada por Felipe Mainebeuf, cuyos emisarios fueron enviados a las mazmorras sin haber sido recibidos por el sultán. Se construyeron grandes máquinas de asedio en el Líbano y se reunieron en Damasco con enorme dificultad para marchar luego a sitiar el puerto cruzado. Los gobernadores de Siria se concentraron también en Damasco con sus tropas para participar en el sitio. La campaña de asedio de la ciudad, el principal puerto cruzado, comenzó en marzo. El propio Jalil partió de El Cairo el 6 de marzo hacia Damasco y, tras dejar allí su harén, alcanzó Acre el 5 de abril. El cerco se complicó tanto por las recias defensas como por el recelo existente entre el sultán y el virrey de Damasco, Husam al-Din Lajin al-Mansuri, su cuñado —estaba casado con una hija de Qalawun— que había gobernado parte de Siria durante once años y suponía una amenaza para la autoridad de aquel. Las diferencias entre ambos acabaron con la huida y posterior encarcelamiento del virrey damasceno. Aun así, los atacantes contaban con superioridad en armas y soldados frente a los defensores que, sin embargo, controlaban el mar y recibían víveres desde Chipre. Tras un enconado y largo asedio de ochenta días, la toma de Acre se produjo el 18 de mayo de 1291. Los defensores que quedaban resistieron en algunas de las torres de la ciudad, pero después de algunas escaramuzas se rindieron. El sultán ordenó la ejecución de los defensores y habitantes restantes, y luego de que el ejército mameluco se hiciera de un gran botín, la ciudad fue destruida.

### Conquista de otras fortalezas cruzadas

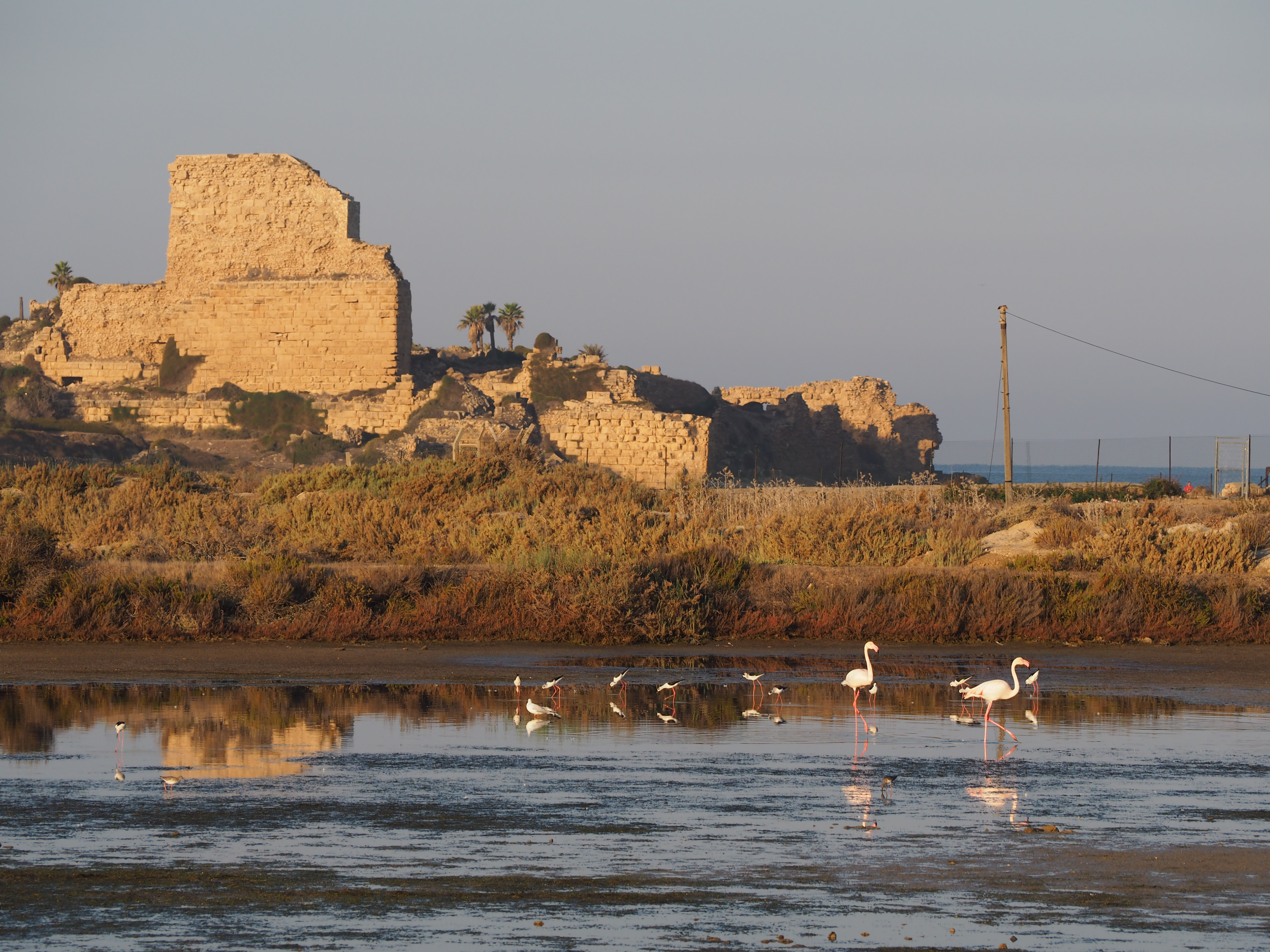
Restos de la fortaleza templaria de Atlit, el último baluarte de los cruzados en Siria que fue conquistado por Jalil.

La noticia de la conquista de Acre llegó a las ciudades de Siria y El Cairo. El sultán entró en Damasco, junto con cruzados cautivos y sus estandartes bocabajo como señal de su derrota. Después de celebrar su victoria, Jalil se dirigió a El Cairo, donde también fue recibido con festejos y dispuso que la puerta de la iglesia de san Andrés, traída de Acre, se reutilizara en una mezquita que había mandado construir. También ordenó la liberación de Felipe Mainebeuf y sus compañeros, arrestados antes de que marchara a Acre.
Una vez conquistada la capital franca, una parte del ejército, al mando del que pronto fue nuevo virrey de Damasco, Alam al-Din Sanjar al-Shujai —«hombre piadoso y culto», pero también codicioso—, se apoderó sin problemas de otras plazas cruzadas en la costa levantina: en pocas semanas conquistó Tiro, Sidón, Beirut, Haifa, Tortosa y Gibelet, que ya no resistían a las huestes del sultán. En agosto de 1291, el último puesto de avanzada de los cristianos en Siria, la fortaleza templaria de Atlit al sur de Acre, fue conquistada. Para evitar que una nueva cruzada pudiese arrebatarle estos puertos como le había sucedido antaño a Saladino, Jalil ordenó arrasarlos. Ese mismo año de 1291, se completó la reconstrucción de Alepo, que los mongoles habían destruido en 1259.
El 7 de agosto, el sultán regresó triunfante a su capital como el «vencedor final en la larga lucha con los cruzados», según el historiador Peter Malcolm Holt; el Reino de Jerusalén ya había sido devastado por Saladino, Baibars y Qalawun, y la séptima cruzada de Luis IX de Francia contra Egipto terminó en un completo fracaso, pero los cristianos intentaron mantener intactos sus fortalezas en la costa siria, con la esperanza de poder un día para recuperar lo que habían perdido. El papa Nicolás IV intentó actuar, pero murió en 1292, y los monarcas de Europa, que se vieron involucrados en conflictos y luchas internas, no pudieron organizar nuevas cruzadas. En cuanto a los templarios, fueron acusados de herejía y perseguidos por el rey Felipe IV de Francia y el papa Clemente V.

### Relaciones con Cilicia, Chipre y Aragón

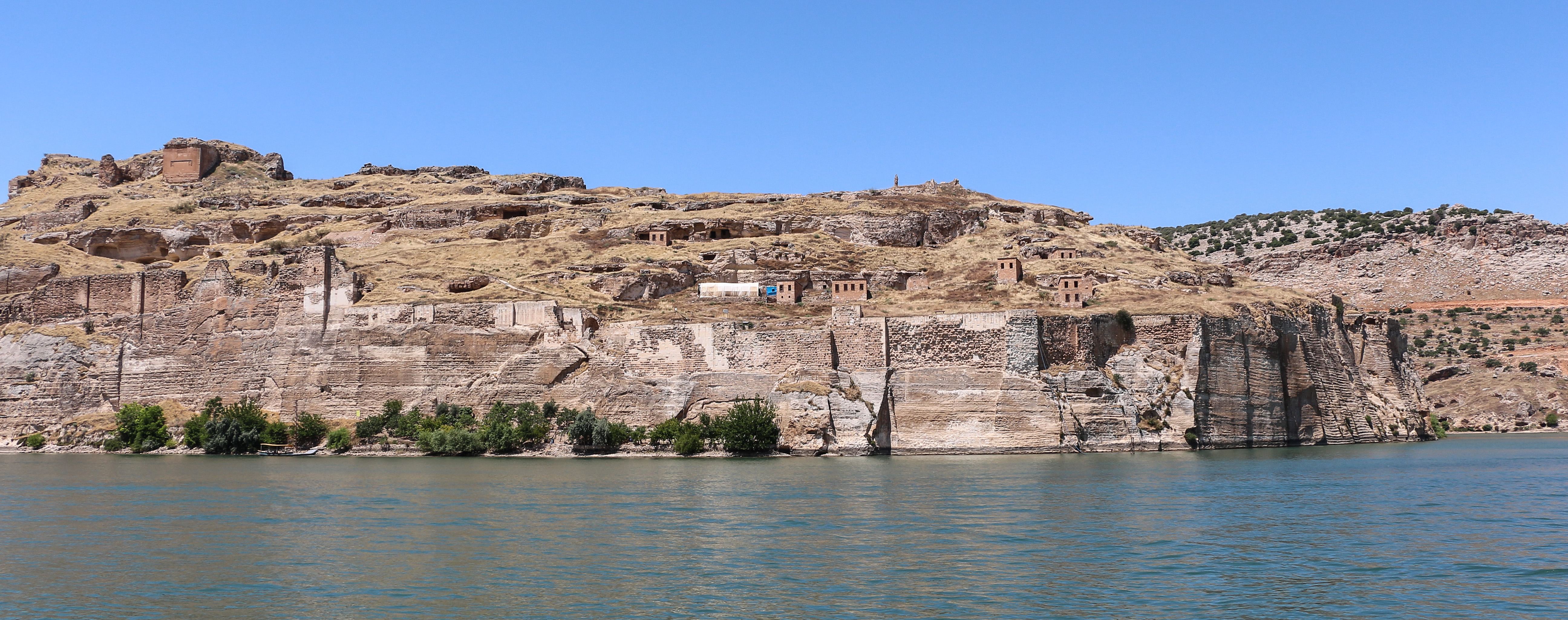
Vista panorámica de la fortaleza de Hromgla, que Jalil conquistó en el verano de 1292.

La eliminación de los cruzados del Levante mediterráneo no menguó la inclinación del sultán a la yihad, que dirigió contra los mongoles, los armenios de Cilicia y las minorías musulmanas de la cordillera del Líbano. En 1292 invadió el Reino armenio de Cilicia y se apoderó en mayo de Hromgla (la sede del patriarcado armenio), tras un asedio en el que las manganas desempeñaron un destacado papel, como había sucedido en el anterior cerco de Acre. Tras treinta y tres días de asedio, la fortaleza cayó el 1 de julio. Las fuerzas mongolas del Ilkanato que acudieron a socorrer la plaza llegaron demasiado tarde para prestar auxilio y se replegaron. El Ilkanato se encontraba entonces en crisis: el ilkan Arghun había fallecido en marzo de 1291, y su sucesor Gaikhatu todavía no había consolidado su autoridad, lo que le permitió a Jalil sopesar la posibilidad de conquistar Bagdad.
Mientras el sultán descansaba en Damasco en el verano de 1292 de la campaña contra los armenios, el virrey de Egipto dirigió una fallida expedición contra los montañeses de Kasrawan, una región escarpada al noreste de Beirut, poblada principalmente por nusairíes, que recibieron el apoyo de drusos y maronitas. Sin embargo, el sultán mantuvo buenas relaciones con algunos reinos cristianos: firmó tratados comerciales con el Reino de Chipre y la Corona de Aragón (a la que pertenecía el Reino de Sicilia).
El sultán siguió con sus grandes planes de expansión: preparó una campaña contra los armenios que únicamente anuló en la primavera de 1293 cuando el rey de Cilicia le entregó tres fortalezas (Behesni, Marash y Bardzrberd); construyó una flota para defender las costas sirias de la piratería franca y se aprestó para conquistar Chipre; y amenazó al ilkan con conquistar Bagdad y trasladar allí la capital del sultanato.

### Disgusto de los mamelucos y asesinato

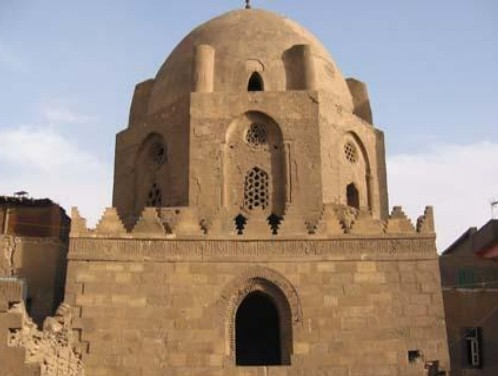
Mausoleo de Jalil en la Ciudad de los Muertos de El Cairo.

Militarmente, Jalil poseía el vigor y la capacidad de dos de sus predecesores, Baibars y su padre Qalawun. Sin embargo, las destituciones y asesinatos ordenados por el sultán —no especialmente numerosos comparados con los de otros soberanos mamelucos— inquietaron a algunos notables, entre ellos al virrey Baydara, que desde el verano de 1292 tuvo una serie de altercados con su señor. El ajusticiamiento de cinco emires que habían acompañado a Baydara en la desastrosa campaña libanesa de ese año, la destitución del principal jefe de los beduinos sirios en 1293 y el arresto del emir Aybak al-Afram, responsable de obras públicas y fortificaciones desde tiempos del sultán Baibars, multiplicó el número de descontentos con Jalil. Sus planes para realizar una inspección de las propiedades agrarias y un reparto de posesiones también causaron alarma en algunos círculos.
Jalil continuó la política de su padre de reemplazar a los mamelucos turcos por circasianos, una política que contribuyó a la intensificación de la rivalidad entre estos. Después de sus victorias contra los francos, al-Ashraf se volvió arrogante; trató a los emires con rudeza y comenzó a firmar mensajes y documentos solamente con la primera letra inicial de su nombre. Además, su visir Ibn Salus era envidiado por muchos emires y principalmente por el virrey Baydara. Si bien el sultán fue duro con sus emires, era muy generoso con su visir, quien no los trataba con respeto. Ibn Salus estuvo envuelto en la caída del juez supremo de Egipto, Ibn Bint al-A'az, y también aconsejó al sultán para que destituyese a Baydara.
En diciembre de 1293, Jalil, acompañado por su visir, Baydara y otros emires fueron a Turug, en el norte de Egipto, a un viaje de cacería. El sultán envió a Ibn Salus a la cercana ciudad de Alejandría para traer materiales y recaudar los impuestos. Al llegar a la ciudad, el visir descubrió que los agentes de Baydara ya se habían llevado todo. Al recibir un mensaje de Ibn Salus con esta noticia, al-Ashraf convocó al virrey a su tienda real (dihliz) donde lo insultó y amenazó en presencia de otros notables. El preocupado virrey abandonó la tienda y convocó a Lajin, Shams al-Din Qara Sunqur al-Mansuri y otros emires y juntos decidieron matar al sultán. El 14 de diciembre, mientras Jalil caminaba con su amigo Shihab al-Din Ahmad, fue emboscado por Baydara y sus cómplices. El virrey atacó primero al sultán y le corto una mano, luego Lajin y Qara Sunqur le siguieron. Finalmente, Sayf al-din Bahadur, jefe de la guardia mameluca, remataría a Jalil atravesándole la garganta. Después de cometer el crimen, los conjurados se dirigieron a la tienda real y proclamaron sultán a Baydara. Sin embargo, este último sería capturado y ejecutado por los emires al-Adil Kitbugha y Baibars al-Jashnikir, quienes enviaron su cabeza a El Cairo. Al-Shujai acusó a Ibn Salus de cometer delitos financieros, por lo que fue arrestado, torturado y murió de sus heridas el 10 de diciembre de 1294. Muchos de los implicados en el asesinato de al-Ashraf fueron severamente castigados y condenados a muerte, aunque Qara Sunqur y Lajin pudieron escapar.
Después de la muerte de Jalil, los emires decidieron nombrar a su joven hermano An-Nassir, que entonces tenía ocho años, como nuevo sultán con Kitbugha como cosultán y al-Shujai como visir. La muerte de al-Ashraf se mantuvo en secreto por algún tiempo, de hecho, su hermano fue proclamado cosultán y heredero. Un mensaje de El Cairo a los emires sirios decía: «Nombré a mi hermano al-Malik an-Nasir Muhammad como mi viceregente y heredero para que cuando vaya a luchar contra el enemigo me reemplace». Tan pronto como todo estuvo bajo control, se hizo pública la muerte de al-Ashraf en todo Egipto y Siria.

## Títulos
En las monedas de Jalil aparecieron nuevos títulos que sus predecesores no habían acuñado antes. Los títulos y nombres del sultán estaban grabados en sus monedas de la siguiente manera:
- El rey sultán al-Ashraf Salah al-Din promotor de la nación mahometana y revitalizador del Califato abasí (al-Sultan al-Malik al-Ashraf Salah al-Din Nasir al-Milah al-Muhamadiyah Muhyyi al-Dawalah al-Abasiyah).
- El rey sultán al-Ashraf reformador del mundo transitorio y comandante del emir de los fieles (al-Sultan al-Malik al-Ashraf Salah al-Donya wa al-Din Qasim Amir al-mu'minin).[nota 16]

El sultán Qalawun también es mencionado en las monedas de su hijo como: Mawlana al-Sultan al-Malik al-Mansur (nuestro benefactor el rey Sultán al-Mansur).